# Henry Fagne
Pour les articles homonymes, voir Fagne.
Henry Fagne (27 juillet 1907-4 février 1978, Bruxelles) est un écrivain et poète belge principalement d'expression française.
Il a également été éditeur et a traduit des auteurs comme Guido Gezelle et Paul van Ostaijen.

## Œuvres
- Premier journal, 1936
- De plante et de fantôme, 1967
- Ô Bêtes, 1971

## Extrait d'un poème
Distances
Ce n'est pas parce que la branche n'a ni yeux ni bouche qu'elle n'a rien à me dire. Ce soir-là, je la regardai d'un air pénétré et si ardemment que j'aurais bien pu lui prêter vie. Mais cela ne se passera jamais. Je respire dans une chambre, elle parle dans l'autre, je suppose tout à côté, mais c'est cela qui est loin. On n'est pas venu ici pour prendre du recul. Gardez-vous de Lucifer. [...]

## Source primaire
- Revue Poésie, n°24, 1972 : la poésie française de Belgique.